# زاليشتشيكي
زاليشتشيكي (Заліщики) هي مدينة في مقاطعة تيرنوبيلسكا في أوكرانيا.
يبلغ عدد سكانها حوالي 9374 نسمة.

## معرض صور

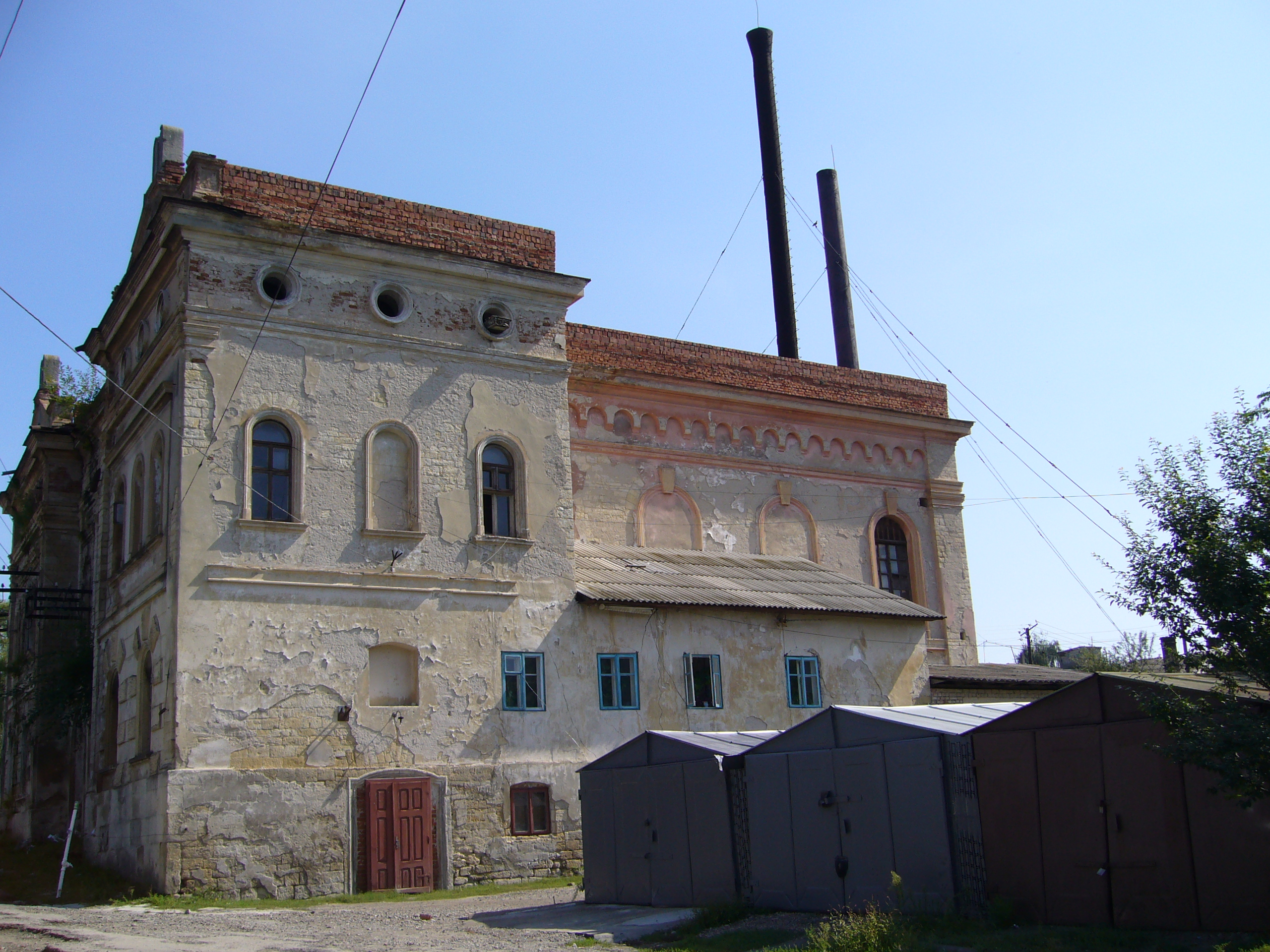
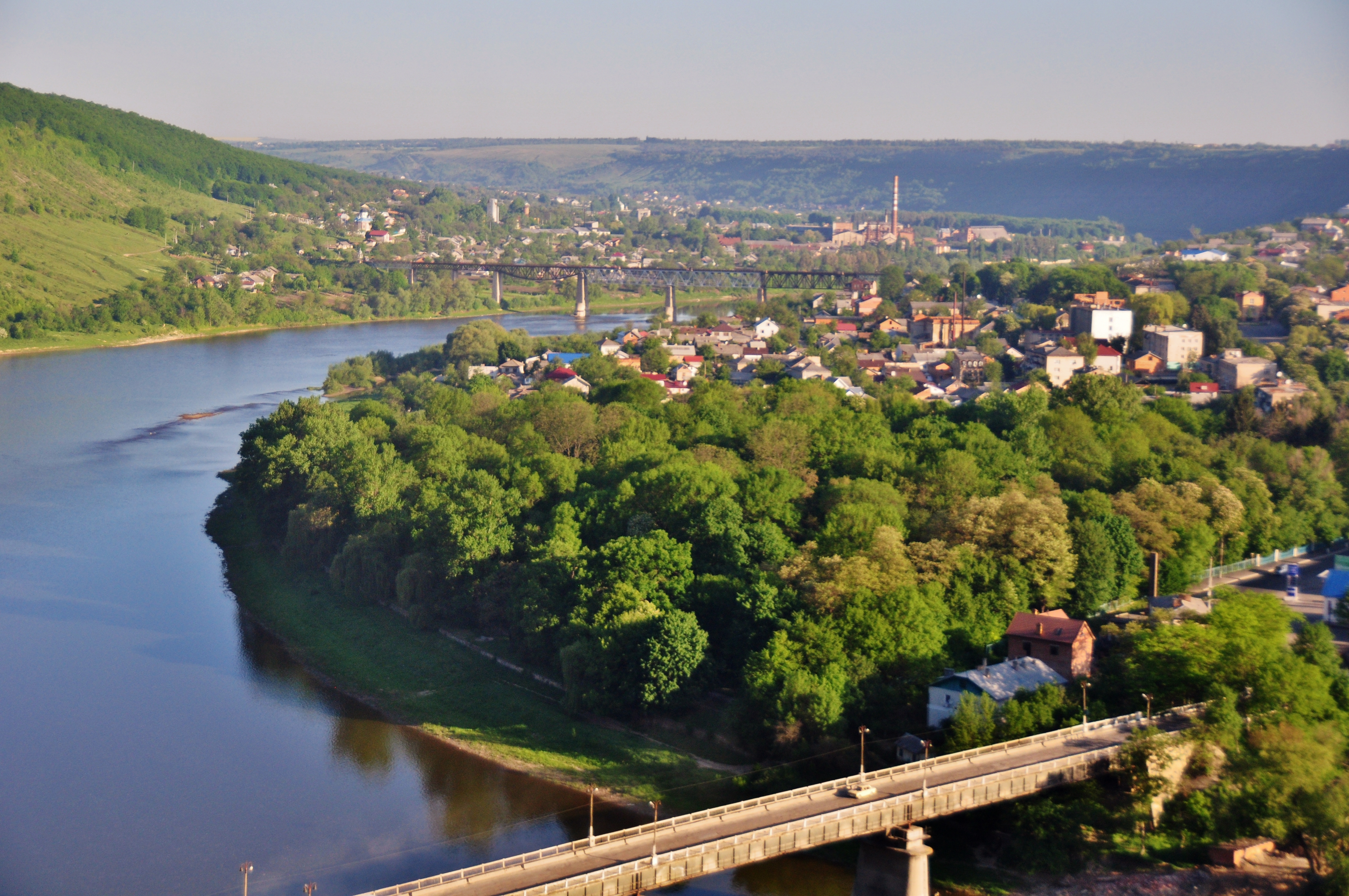
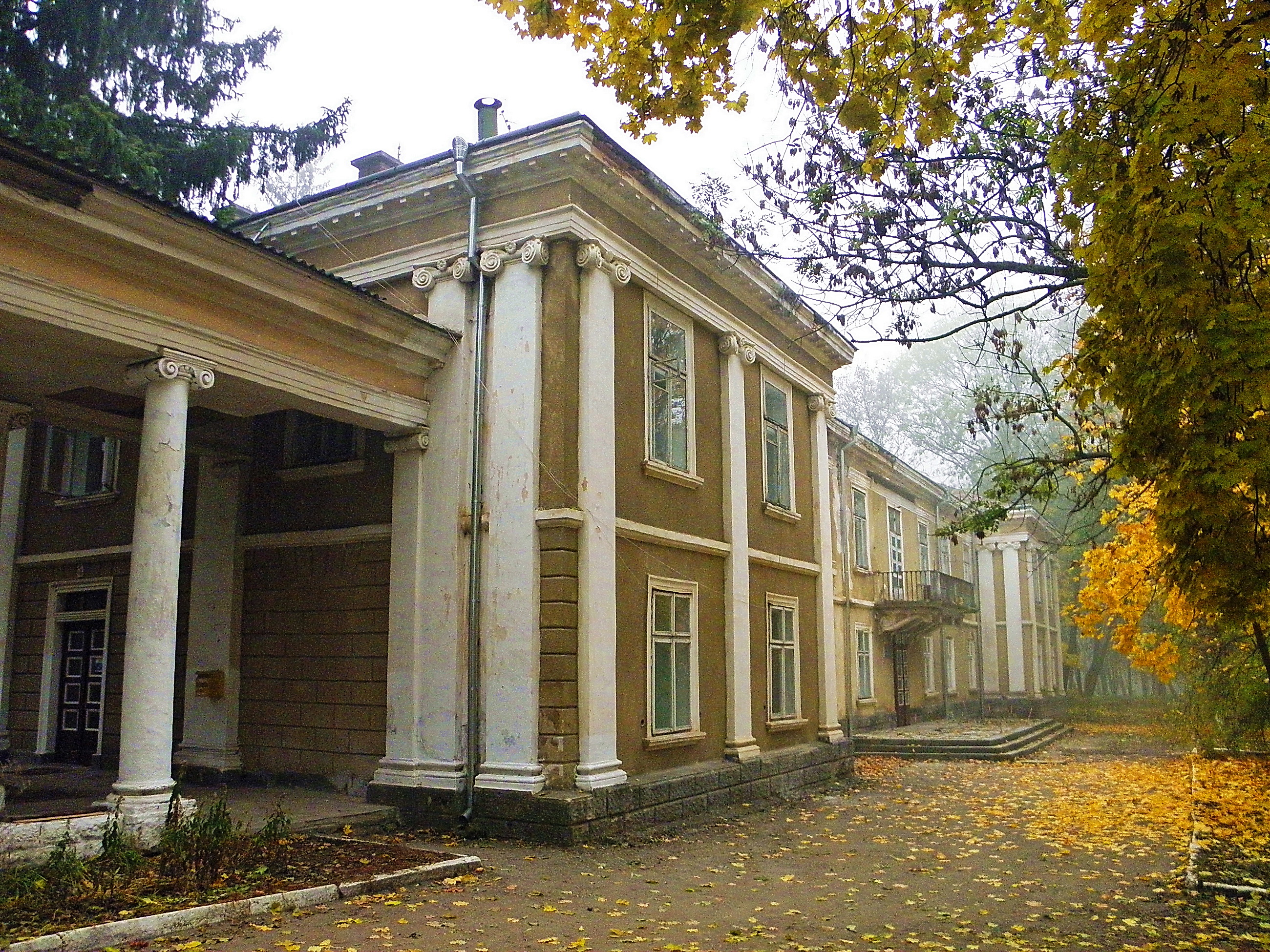
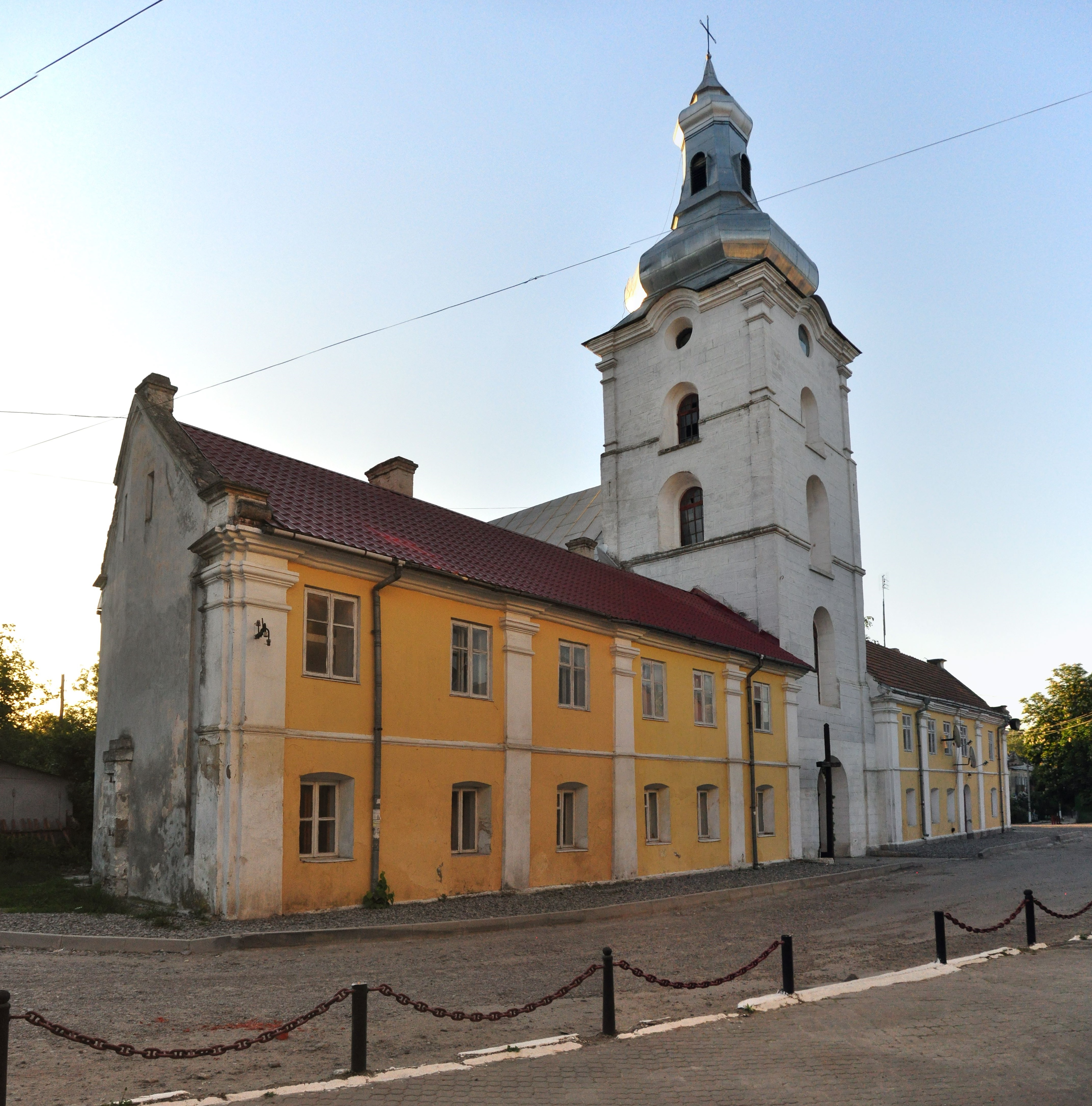
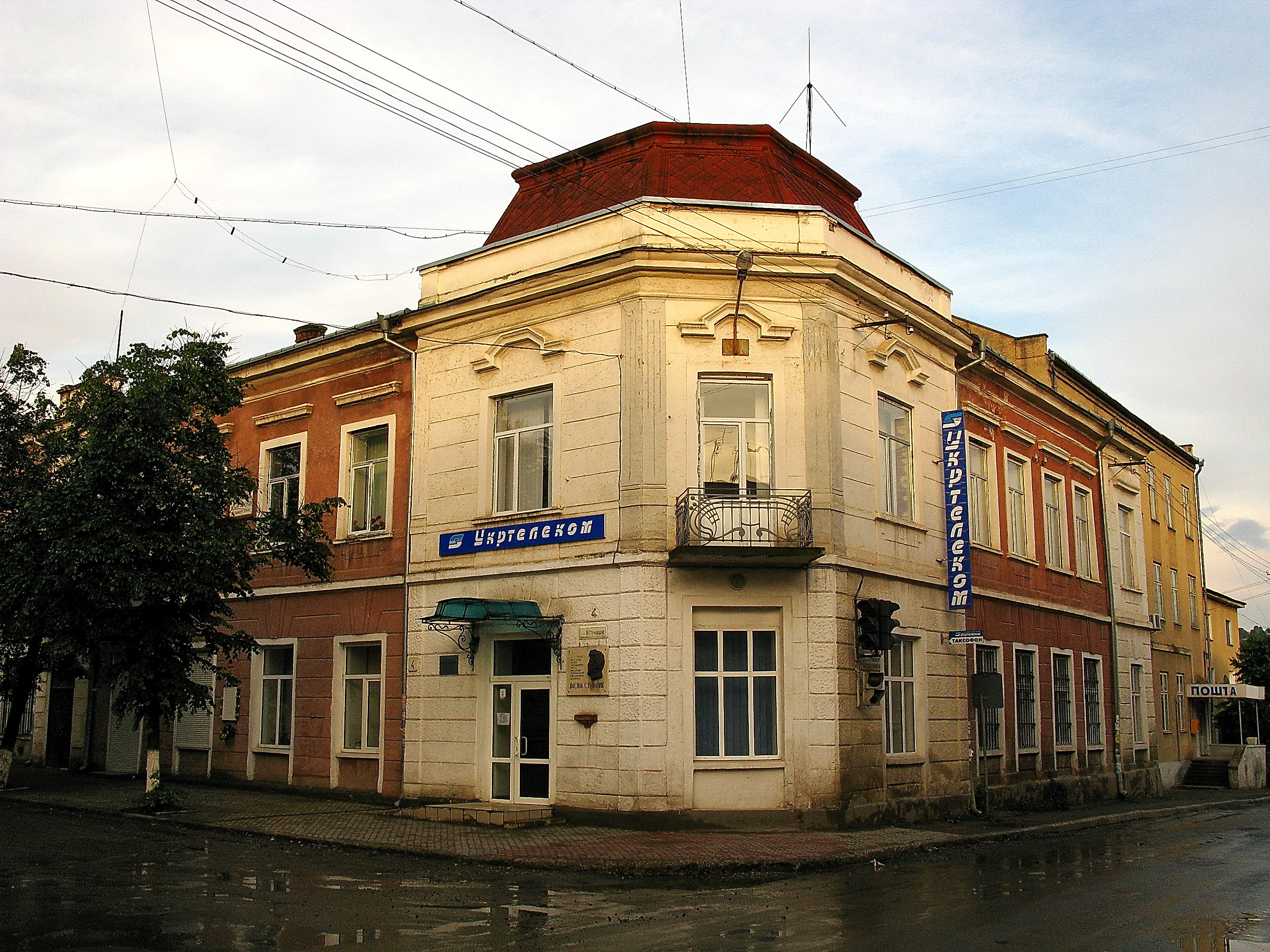

## أعلام
- مارك فريمان
- لورا فورستر